# Tullio Cortinovis
Tullio Cortinovis, né le 4 octobre 1962 à Bergame (Lombardie), est un coureur cycliste italien, professionnel de 1984 à 1989. 

## Palmarès
- 1980
  - Giro della Castellania
  - 2e du Tre Ciclistica Bresciana
- 1981
  - Grand Prix Colli Rovescalesi
  - 3e de Turin-Valtournenche
- 1982
  - Gran Premio Capodarco
  - Freccia dei Vini
- 1983
  - Freccia dei Vini
  - Trophée Alberto Triverio
  - Coppa Città di San Daniele
- 1984
  - Tour des Abruzzes
  - Gran Premio Capodarco
- 1985
  - 3e de la Coppa Placci
- 1987
  - 2e du Trophée Matteotti

## Résultats sur les grands tours

### Tour d'Italie
4 participations
- 1985 : non-partant (10e étape)
- 1986 : 88e
- 1988 : 87e
- 1989 : abandon (15e étape)

### Tour d'Espagne
1 participation
- 1987 : abandon (6e étape)